# Laerte-se
Laerte-se es una película documental de 2017 brasileña dirigida por Lygia Barbosa y Eliane Brum sobre la caricaturista brasileña Laerte Coutinho, quien a los 58 años se manifestó como travesti y luego como mujer transgénero.

## Sinopsis
Laerte-se examina la identidad de género y lo que significa ser masculino/femenino, al mismo tiempo que explora los problemas que enfrenta Laerte al presentarse como mujer y su talento como artista.

## Reparto
- Laerte Coutinho
- Eliane Brum
- Rita Lee

## Lanzamiento
La película fue lanzada por Netflix el 1 de mayo de 2017.